# قانون التسامح في ماريلند
قانون التسامح في ماريلند، المعروف أيضًا باسم القانون المتعلق بالدين، هو أول قانون في أمريكا الشمالية يطالب بالتسامح الديني مع المسيحيين. مرره مجلس مستعمرة ماريلند في مدينة سانت ماري في مقاطعة سانت ماري بولاية ماريلند في 21 أبريل 1649. لقد أنشأ أحد القوانين الرائدة التي أقرتها الهيئة التشريعية لحكومة استعمارية منظمة لضمان أي درجة من الحرية الدينية. على وجه التحديد، منح مشروع القانون، الذي يشار إليه الآن باسم قانون التسامح، حرية الضمير لجميع المسيحيين. (أصدرت المستعمرة التي أصبحت رود آيلاند سلسلة من القوانين، أولها في عام 1636، والتي حظرت الاضطهاد الديني بما في ذلك ضد غير الثالوثيين؛ وكانت رود آيلاند أيضًا أول حكومة تفصل بين الكنيسة والدولة). يجادل المؤرخون بأنها ساعدت في إلهام الحماية القانونية اللاحقة لحرية الدين في الولايات المتحدة. سعت عائلة كالفرت، التي أسست ولاية ماريلند جزئيًا لتكون ملجأ للكاثوليك الإنجليز، إلى سن قانون لحماية المستوطنين الكاثوليك وأولئك الذين ينتمون إلى ديانات أخرى لا تتفق مع الأنجليكانية السائدة في بريطانيا ومستعمراتها.
سمح القانون بحرية العبادة لجميع المسيحيين الثالوثيين في ماريلند، لكنه حكم بالإعدام على أي شخص ينكر ألوهية يسوع. ألغاه ويليام كليبورن في عام 1654، وهو من فيرجينيا وعينه أوليفر كرومويل مفوضًا، كان أنجليكانيًا، ومتعاطفًا بيوريتانيًا، ومعاديًا بشدة للدين الكاثوليكي. عندما استعاد آل كالفرت السيطرة على ماريلند، أعيد القانون، قبل إلغاءه نهائيًا في عام 1692 بعد أحداث الثورة المجيدة، والثورة البروتستانتية في ماريلند. باعتباره أول قانون بشأن التسامح الديني في أمريكا الشمالية البريطانية، فقد أثر على القوانين ذات الصلة في المستعمرات الأخرى وتردد صدى أجزاء منه في كتابة التعديل الأول لدستور الولايات المتحدة، الذي كرّس الحرية الدينية في القانون الأمريكي.

## سيسيل كالفرت
تأسست مقاطعة ماريلند على يد سيسيل كالفرت، بارون بالتيمور الثاني في عام 1634. مثل والده جورج كالفرت، بارون بالتيمور الأول، الذي بدأ الجهود التي أدت إلى ميثاق المستعمرة، كان كاثوليكيًا في الوقت الذي كانت فيه كنيسة إنجلترا تهيمن على مملكة إنجلترا. قصد آل كالفرت أن تكون المستعمرة ملاذًا للكاثوليك الإنجليز الفارين من الاضطهاد الديني ومصدر دخل لأنفسهم وأحفادهم. كان العديد من المستوطنين الأوائل في ماريلند كاثوليكيين، ومن بينهم كاهنان كاثوليكيان على الأقل، أصبح أحدهما أول مؤرخ لتاريخ المستعمرة. لكن مهما كانت نوايا كالفرت، كانت ماريلند مستعمرة للأمة الأنجليكانية. منحها الملك الأنجليكاني ميثاقها ويبدو أنه افترض أن كنيسة إنجلترا كنيستها الرسمية. في نهاية المطاف، سرعان ما أصبح عدد الوافدين الجدد الأنجليكانيين والبيوريتانيين يفوق عدد المستوطنين الكاثوليك الأوائل. وهكذا، بحلول عام 1649 عند تمرير القانون، سيطر البروتستانت على الجمعية الاستعمارية، وكان القانون في الواقع عملًا من أعمال التسامح البروتستانتية مع الكاثوليك، وليس العكس.
منذ الأيام الأولى لماريلند، أمر سيسيل كالفرت مستعمريها بترك الخصومات الدينية وراءهم. إلى جانب إعطاء تعليمات بشأن إنشاء المستعمرة والدفاع عنها، طلب من الرجال الذين عينهم لقيادتها ضمان السلام بين البروتستانت والكاثوليك. طلب من الكاثوليك ممارسة شعائرهم الدينية سرًا قدر الإمكان، حتى لا يعكروا هذا السلام. أعرب المرسوم الصادر عام 1639، وهو أول قانون شامل في ولاية ماريلند، عن التزام عام بحقوق الإنسان، لكنه لم يُفصِل على وجه التحديد سبل حماية الأقليات الدينية من أي نوع. ساد السلام حتى الحرب الأهلية الإنجليزية، التي فتحت انقسامات دينية وهددت سيطرة كالفرت على ولاية ماريلند. في عام 1647، بعد وفاة الحاكم ليونارد كالفرت، سيطر البروتستانت على المستعمرة. سرعان ما استعاد سيسيل كالفرت، بارون بالتيمور الثاني، السلطة، لكنه أدرك أن التسامح الديني غير المنصوص عليه بشكل محدد في القانون كان ضعيفًا. اقترن هذا الاعتراف بوصول مجموعة من المتشددين الذين حثهم كالفرت على تأسيس بروفيدنس، الآن أنابولس، لضمان حريتهم في العبادة. ولتأكيد الوعود التي قطعها لهم جزئيًا، كتب كالفرت قانون التسامح في ماريلند وشجع الجمعية الاستعمارية على إقراره. أقروه في 21 أبريل 1649.

## الوصف
قانون التسامح في ولاية ماريلند عمل من أعمال التسامح، يسمح لمجموعات دينية معينة بممارسة دينها دون معاقبة، ولكنه يحتفظ بالقدرة على إلغاء هذا الحق في أي وقت. منح القانون التسامح للمسيحيين الذين يؤمنون بالثالوث فقط. كان القانون واضحًا جدًا في حصر آثاره على المسيحيين:
...لا يجوز لأي شخص أو أشخاص ... ممن يصرحون بالإيمان بيسوع المسيح، أن يتعرضوا من الآن فصاعدًا للانزعاج أو التحرش أو الانتقاد بسبب دينه/دينها أو لممارسته/ها الحرة داخل هذه المقاطعة...
—قانون التسامح في ماريلند، 1649
المستوطنون الذين يجدفون بإنكار الثالوث أو ألوهية يسوع المسيح يمكن معاقبتهم بالإعدام أو الاستيلاء على أراضيهم. هذا يعني أن اليهود والموحدين وغيرهم من المنشقين عن المسيحية الثالوثية الذين مارسوا دياناتهم خاطروا بحياتهم. أي شخص أهان السيدة العذراء أو الرسل أو المبشرين تعرض للجلد أو السجن أو الغرامة. وخلاف ذلك، كان حق المسيحيين الثالوثيين في العبادة محميًا. يحظر القانون استخدام «الزنديق» والإهانات الدينية الأخرى ضدهم.
استخدِم القانون في محاولة واحدة على الأقل لمحاكمة شخص غير مسيحي. في عام 1658، اتُهم يهودي يُدعى جاكوب لومبروزو بالتجديف بعد أن قال إن يسوع ليس ابن الله وأن المعجزات الموصوفة في العهد الجديد كانت حيل شعوذة. ولم ينكر لومبروزو أنه قال مثل هذه الأشياء لكنه قال إنه أجاب فقط عن الأسئلة المطروحة عليه. احتجِز للمحاكمة، ولكن رُفضت القضية لاحقًا، وحصل على الجنسية الكاملة كشرط لاستعادة حكم كالفرت بعد الحرب الأهلية الإنجليزية.
كان للقانون منتقدوه، حتى بين تلك الفئات التي يحميها. شعر المتشددون بالقلق من القانون والحكومة الملكية عمومًا لكونهما ملكيين. أعربوا عن قلقهم من أنه من خلال قسم الولاء لكالفرت، وهو كاثوليكي، طُلب منهم الخضوع للبابا، الذي اعتبروه المسيح الدجال. عارض بعض الأنجليكانيين القانون، معتقدين أن كنيسة إنجلترا يجب أن تكون الكنيسة الوحيدة القائمة في المستعمرة.

## الإلغاء والإرث
في عام 1654، بعد خمس سنوات من صدوره، ألغي القانون. قبل ذلك بعامين، استولى البروتستانت على المستعمرة بعد إعدام الملك تشارلز الأول ملك إنجلترا واندلاع الحرب الأهلية الإنجليزية. في المراحل الأولى من ذلك الصراع، أعلن المجلس الاستعماري لماريلند وجيرانها في فرجينيا علنًا دعمهم للملك. عين البرلمان مفوضين بروتستانت موالين لقضيتهم لإخضاع المستعمرات، وسيطر اثنان منهم، ويليام كليبورن من فرجينيا والزعيم البيوريتاني ريتشارد بينيت، على الحكومة الاستعمارية في مدينة سانت ماري عام 1652. بالإضافة إلى إلغاء قانون التسامح في ماريلند بمساعدة أعضاء الجمعية البروتستانتية، أصدر كليبورن وبينيت قانونًا جديدًا يمنع الكاثوليك من ممارسة شعائرهم الدينية علنًا. استعاد كالفرت السيطرة بعد عقد صفقة مع البروتستانت في المستعمرة، وفي عام 1657 مررت الجمعية الاستعمارية القانون مرة أخرى وظل ساري المفعول حتى عام 1692.
في أعقاب الثورة المجيدة عام 1688 في إنجلترا، عندما خُلع الملك الكاثوليكي جيمس الثاني ملك إنجلترا واعتلى البروتستانتي ويليام الثالث العرش، أطاح تمرد البروتستانت البيوريتانيين في ماريلند بحكم كالفرت. سرعان ما ألغوا قانون التسامح وحظروا الممارسة العلنية للكاثوليكية، وبقيت محظورة في ظل الحكم الاستعماري.